# Dömötör Mészáros
Pour les articles homonymes, voir Mészáros.
Dömötör Mészáros est un joueur hongrois de volley-ball né le 26 octobre 1976 à Budapest. Il mesure 1,99 m et joue attaquant.

## Clubs
| Club                      | Pays    | De        | À         |
| ------------------------- | ------- | --------- | --------- |
| Kométa Kaposvár           | Hongrie | 1998-1999 | 1998-1999 |
| Zeta Line Padoue          | Italie  | 1999-2000 | 2000-2001 |
| Itas Diatec Trente        | Italie  | 2001-2002 | 2002-2003 |
| Edilbasso&Partners Padoue | Italie  | 2003-2004 | 2004-2005 |
| PAOK Salonique            | Grèce   | 2005-2006 | 2005-2006 |
| Gabeca Montichiari        | Italie  | 2005-2006 | 2006-2007 |
| Fakel Novy Urengoi        | Russie  | 2007-2008 | 2007-2008 |
| Gazprom Sourgout          | Russie  | 2008-2009 | 2008-2009 |
| Trenkwalder Modène        | Italie  | 2009-2010 | …         |

## Palmarès
- Championnat de Hongrie (1)
  - Vainqueur : 1999
- Coupe de Hongrie (1)
  - Vainqueur : 1999